# Карнафель Діана Олегівна
Діана Олегівна Карнафель (нар. 8 січня 2007) — українська стрибунка у воду, чемпіонка Європи.

## Кар'єра
З 2025 року почала виступати на дорослому рівні. На чемпіонаті Європи в Анталії, разом з Ксенією Бочек стала чемпіонкою у синхронних стрибках з трампліна.